# Advance to the Fall
Advance to the Fall è il secondo album del gruppo musicale giapponese di genere power metal Galneryus, pubblicato dall'etichetta discografica VAP il 23 marzo 2005.

## Descrizione
Secondo album della band nipponica, Advance to the Fall presenta la medesima line-up che aveva suonato sull'album di debutto, The Flag of Punishment, con i primi cambiamenti che verranno introdotti a partire dall'album successivo, Beyond the End of Despair....
La copertina del disco è stata curata dall'illustratore giapponese Yoshitaka Amano, principalmente noto per i suoi lavori sulla serie di videogiochi di ruolo giapponesi Final Fantasy.

## Tracce
1. Stillness Dawn – 1:08
2. Silent Revelation – 5:58
3. Ancient Rage – 4:01
4. Fate of the Sadness – 6:26
5. Deep Affection – 7:24
6. Dream Place – 5:05
7. Glorious Aggressor – 2:08
8. Whisper in the Red Sky – 6:05
9. The Scenery – 5:37
10. Eternal Regret – 5:40
11. Quiet Wish – 5:41
12. Fly with Red Wings – 3:13
13. Under Threat – 5:31

## Formazione
- Yama-B - voce
- Syu - chitarra
- Tsui - basso
- Junichi Sato - batteria
- Yuhki - tastiere